# Mahnmal am Bahnhof Fischerhof

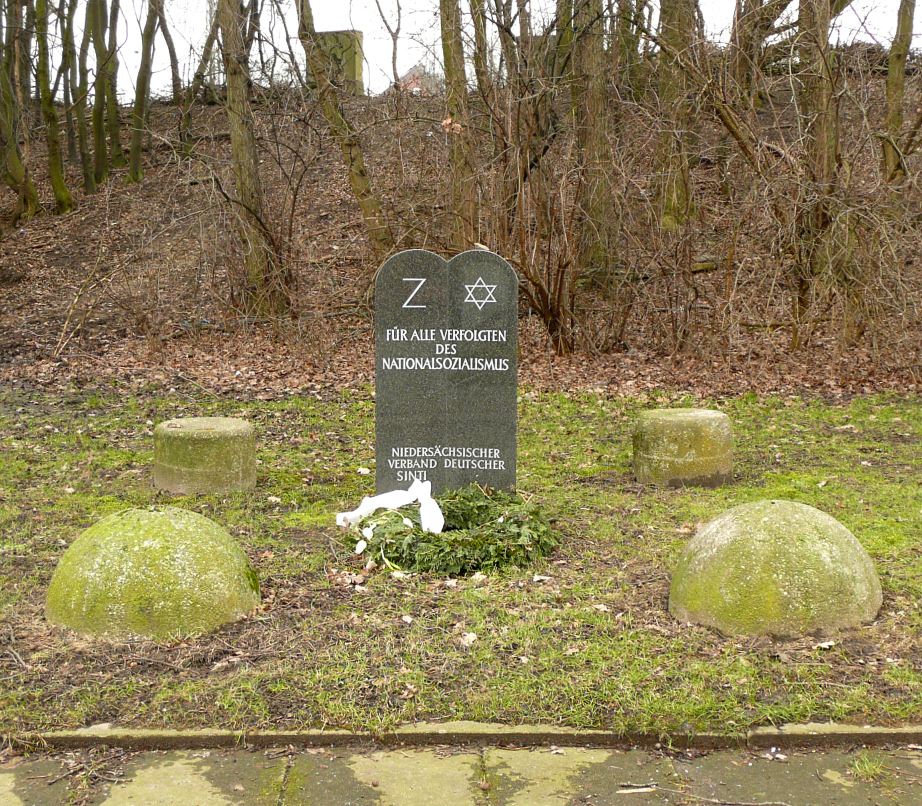
Das Mahnmal nahe dem ehemaligen Eingang vom Bahnhof Fischerhof; mit dem „Z“ als Zeichen der Nazis für „Zigeuner“ und dem Davidstern für Juden

Das Mahnmal am Bahnhof Fischerhof in Hannover ist ein vom Niedersächsischen Verband Deutscher Sinti e. V. gestiftetes  Mahnmal für die Opfer des Nationalsozialismus. Anders als etwa das Mahnmal für die ermordeten Juden Hannovers am zentralen Opernplatz ist der vergleichsweise bescheidene Gedenkstein „Für alle Verfolgten des Nationalsozialismus“ errichtet worden. Standort des etwas abgelegenen Mahnmals im Stadtteil Linden-Süd ist der Abzweig der Elise-Meyer-Allee kurz vor dem Eingang des ehemaligen Bahnhofs Fischerhof.

## Geschichte

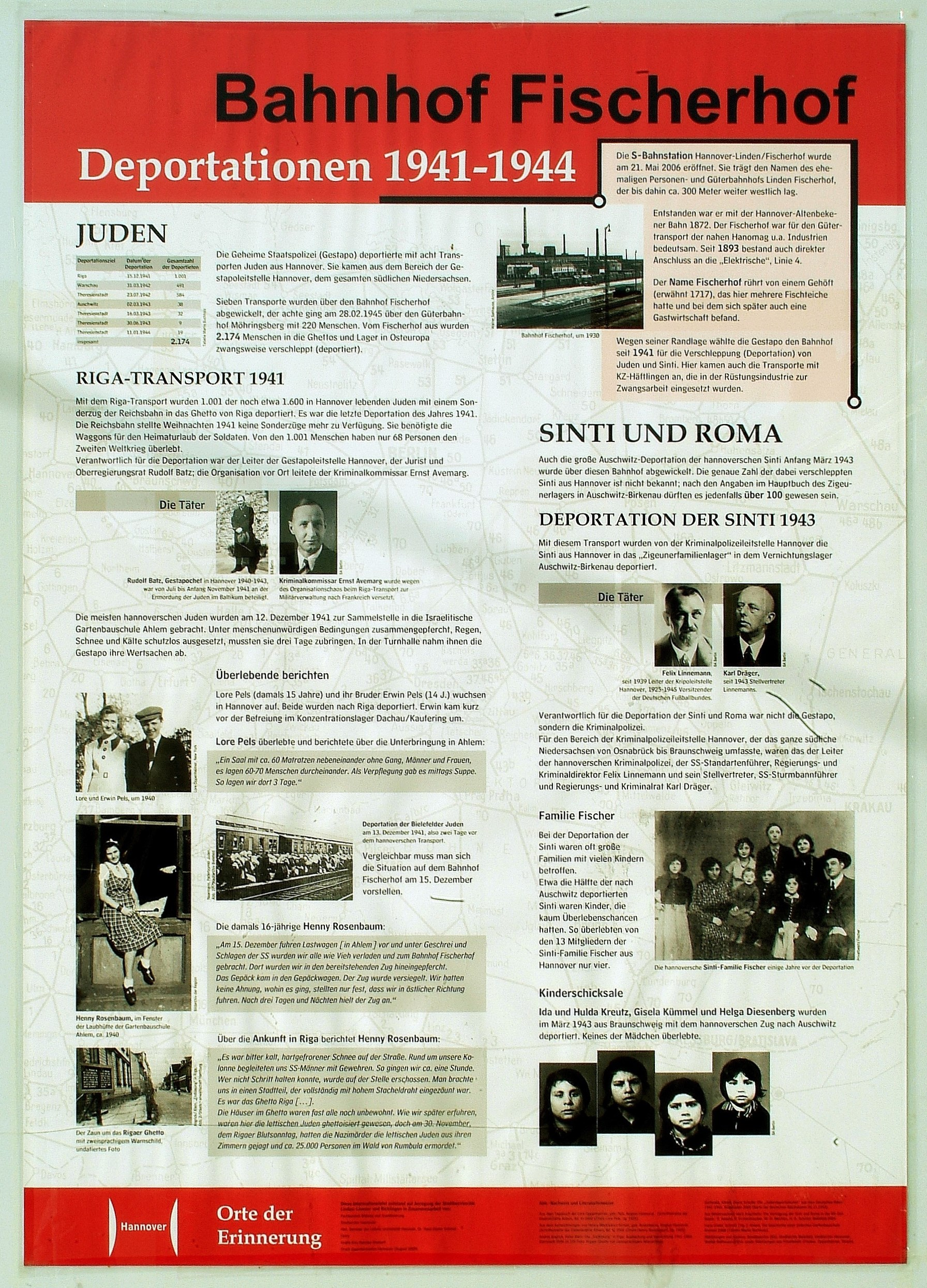
Ein Plakat der Stadt am Hochbahnsteig der Stadtbahn benennt Täter und Opfer.

### Deportationen von Juden 1941–1944
Über den von dichter Wohnbebauung etwas abgelegenen Bahnhof Fischerhof wurden im Dritten Reich die meisten Transporte von Opfern der rassistischen Verfolgung aus dem südlichen Niedersachsen durch das NS-Regime organisiert. Von hier aus wickelte die Gestapo-Leitstelle Hannover insgesamt sieben Transporte von Juden ab in die Ghettos und Vernichtungslager im Osten. Zwischen dem 15. Dezember 1941 und dem 11. Januar 1944 wurden insgesamt 2.174 jüdische Opfer, die zuvor in der Israelitischen Gartenbauschule in Ahlem zusammengezogen worden waren, deportiert in das Ghetto Riga und das Warschauer Ghetto, in das Konzentrationslager Auschwitz und das KZ Theresienstadt.
Vor allem beim zweiten Abtransport, der am Abend des 31. März 1942 nach Warschau gehen sollte, kam es zu schlimmen Szenen: 491 Menschen mussten erst fünf Stunden lang in strömendem Regen frierend auf den verspäteten Zug warten und wurden dann von der Gestapo in die schon überfüllten Waggons gepresst.

### Deportationen von Sinti 1943
Anfang März 1943 organisierte die Kriminalpolizeistelle Hannover am Bahnhof Fischerhof „den großen Auschwitz-Transport“: Etwa 100 Sinti aus Hannover und mindestens 25 Sinti aus der Umgebung der Stadt wurden in das „Familiensammellager“ in Auschwitz-Birkenau deportiert.

### Zwangsarbeiter
Der Bahnhof Fischerhof war auch Ankunftsstelle für Zwangsarbeiter. Hier trafen in Güterzügen Häftlinge aus den Konzentrationslagern Ravensbrück, Mauthausen und KZ Auschwitz ein, die zur Zwangsarbeit vor allem auf die mehr als 500 Lager der verschiedenen Rüstungsbetriebe verteilt wurden. Wenige Wochen vor Ende des Zweiten Weltkriegs, kurz vor dem Einmarsch der US-Truppen in Hannover, ermordeten Angehörige der Gestapo-Leitstelle Hannover hunderte von Zwangsarbeitern und verscharrten sie auf dem Seelhorster Friedhof, um ihr Unrecht und ihre Grausamkeiten zu vertuschen. Daran erinnert seit 1945 der Ehrenfriedhof am Maschsee-Nordufer.

### Mahnmal 1996
Das Mahnmal wurde vom Niedersächsischen Verband Deutscher Sinti e. V. gestiftet und am 1. März 1996 eingeweiht. Mit seiner Form erinnert der Gedenkstein an die traditionelle Form der zwei Tafeln des Dekalogs. Über der Inschrift „Für alle Verfolgten des Nationalsozialismus“ zeigt der Gedenkstein zwei für Sinti-Grabsteine traditionelle Symbole:
1. ein „Z“, das Sinti und Roma als weithin sichtbares Kennzeichen für „Zigeuner“ in den nationalsozialistischen Konzentrationslagern tragen mussten;[2]
2. den Davidstern als Symbol für die Juden.[2]

Ganz bewusst hatte der Niedersächsische Verband Deutscher Sinti dieses Mahnmal allen Opfern des Nationalsozialismus gewidmet. Der Verband wollte damit ein Zeichen setzen, da bei zahlreichen Gedenkstätten an den Holocaust die Sinti und Roma oft nicht erwähnt wurden.